# Eclipta aegrota
Eclipta aegrota là một loài bọ cánh cứng thuộc họ Xén tóc. Loài này được Bates mô tả năm 1872.